# Andre James
Andre James (Herriman, 2 maggio 1997) è un giocatore di football americano statunitense che milita nel ruolo di centro per i Los Angeles Chargers della National Football League (NFL). Al college ha giocato per l'Università della California - Los Angeles (UCLA).

## Carriera universitaria
James, originario di Herriman nello Utah, cominciò a giocare a football nel ruolo di offensive tackle nella locale Herriman High School dove mise in evidenza le sue doti. Valutato come un prospetto medio-alto per il college football (quattro stelle su cinque), James ricevette offerte da svariate università di primo piano, come Oregon, USC, Ohio State, Oklahoma State e Utah, scegliendo però di andare a giocare nel 2015 per l'Università della California - Los Angeles con i Bruins che militano nella Pac-12 Conference (Pac-12) della Divisione I della Football Bowl Subdivision (FBS) della NCAA.
Nel suo primo anno fu redshirt, poteva quindi allenarsi con la squadra senza disputare gare ufficiali. Entrato in squadra l'anno successivo, a metà della stagione divenne tackle titolare, sostituendo l'infortunato Kolton Miller. James giocò da titolare tutte le sue successive gare con i Bruins, compresa la partita del 2018 contro Arizona a pochi giorni dalla morte del padre per cancro. Il 18 dicembre 2018 James annunciò di rinunciare alla sua ultima stagione al college per passare tra i professionisti.
Statistiche al college
| Stagione | Stagione | Stagione   | Stagione   | Stagione | Stagione | Fumble   | Fumble   | Fumble   |
| Anno     | Squadra  | Campionato | Conference | P        | PT       | Fum.     | F.P.     | F.F.     |
| -------- | -------- | ---------- | ---------- | -------- | -------- | -------- | -------- | -------- |
| 2015     | UCLA     | FBS Div. I | Pac-12     | 0        | 0        | redshirt | redshirt | redshirt |
| 2016     | UCLA     | FBS Div. I | Pac-12     | 11       | 7        | 0        | 0        | 0        |
| 2017     | UCLA     | FBS Div. I | Pac-12     | 12       | 12       | 0        | 0        | 0        |
| 2018     | UCLA     | FBS Div. I | Pac-12     | 12       | 12       | 0        | 0        | 0        |
| Totale   | Totale   | Totale     | Totale     | 35       | 31       | 0        | 0        | 0        |

Fonte: Football DB

## Carriera professionistica

### Oakland/Las Vegas Raiders
James non fu scelto nel corso del Draft NFL 2019 e il 3 maggio 2019 firmò da undrafted free agent con gli Oakland Raiders.

#### Stagione 2019
James con i Raiders fu spostato da tackle al ruolo di centro, cominciando la stagione come riserva di Rodney Hudson. Debuttò da professionista il 9 settembre 2019, nella gara della settimana 1 contro i Denver Broncos. James giocò la sua prima partita da centro titolare nella gara della settimana 9, la vittoria 31-24 contro i Detroit Lions. Concluse la sua stagione da rookie scendendo in campo in 12 partite di cui una da titolare.

#### Stagione 2020
Nel suo secondo anno giocò in tutte le 16 partite stagionali dei Raiders, nessuna però da titolare.

#### Stagione 2021
Il 22 marzo 2021 James firmò un prolungamento contrattuale triennale con i Raiders per un compenso complessivo di 12,5 milioni di dollari. Nella stagione 2021 diventò centro titolare, giocando tutte le 17 partite stagionali e fu il solo, insieme a Kolton Miller, a prendere parte a tutti i 1.140 snap offensivi giocati dai Raiders.
James giocò inoltre la sua prima partita dei playoff, la sconfitta 19-26 contro i Cincinnati Bengals nel turno delle Wild Card.

#### Stagione 2022
Al termine della gara della settimana 1, la sconfitta 19-24 contro i Los Angeles Chargers, James fu portato in ospedale in ambulanza per una concussione, saltando poi le successive due gare. Concluse la stagione giocando in 15 partite.

#### Stagione 2023
James giocò da centro titolare per l'intera stagione, anche dopo il licenziamento a metà anno del capo-allenatore Josh McDaniels sostituito ad interim da Antonio Pierce, collezionando 16 presenze con 929 snap d'attacco totali e commettendo solo due penalità. Saltò solo la gara del 14º turno contro i Chargers per un infortunio.

#### Stagione 2024
L'11 marzo 2024 James firmò un rinnovo contrattuale triennale del valore di 24 milioni di dollari. Mantenne il ruolo di centro titolare all'inizio della stagione ma ben presto si aprì la competizione con il rookie Jackson Powers-Johnson, impiegato come guardia sinistra ma che aveva giocato al college da centro. A metà stagione, dopo un paio di gare saltate a causa di infortuni, James perse di fatto il ruolo di titolare che fu affidato a Powers-Johnson. Terminò l'annata con 13 presenze di cui 11 da titolare.
Il 12 marzo 2025 James, dopo sei stagioni giocate in nero argento, fu svincolato dai Raiders.

### Los Angeles Chargers
Il 18 marzo 2025 James firmò con i Los Angeles Chargers.

## Statistiche

### Stagione regolare
| Stagione | Stagione | Stagione | Stagione | Fumble | Fumble | Fumble |
| Anno     | Squadra  | P        | PT       | Fum.   | F.P.   | F. F.  |
| -------- | -------- | -------- | -------- | ------ | ------ | ------ |
| 2019     | OAK      | 12       | 1        | 3      | 0      | 0      |
| 2020     | LV       | 16       | 0        | 0      | 0      | 0      |
| 2021     | LV       | 17       | 17       | 1      | 0      | 0      |
| 2022     | LV       | 15       | 15       | 0      | 0      | 0      |
| 2023     | LV       | 16       | 16       | 0      | 0      | 0      |
| 2024     | LV       | 13       | 11       | 0      | 0      | 0      |
| Totale   | Totale   | 89       | 60       | 4      | 0      | 0      |

### Playoff
| Stagione | Stagione | Stagione | Stagione | Fumble | Fumble | Fumble |
| Anno     | Squadra  | P        | PT       | Fum.   | F.P.   | F. F.  |
| -------- | -------- | -------- | -------- | ------ | ------ | ------ |
| 2021     | LV       | 1        | 1        | 0      | 0      | 0      |
| Totale   | Totale   | 1        | 1        | 0      | 0      | 0      |

Fonte: Football Database
Statistiche aggiornate alla stagione 2024